# Вулиця Лілії Лобанової
Ву́лиця Лілії Лобанової — вулиця в Голосіївському районі міста Києва, місцевість Паньківщина. Пролягає від Жилянської вулиці до Набережно-Жилянської вулиці та річки Либідь.
Прилучаються вулиці Василя Яна і Сім'ї Прахових.

## Історія
Вулиця виникла на початку XX століття, у довідниках «Весь Київ» вперше зазначена 1907 року під назвою Ново-Жилянський провулок, з того ж року — Ново-Жилянська вулиця. У 1944 році від неї була відокремлена Набережно-Жилянська вулиця.
1976 року отримала назву вулиця Іллі Еренбурга, на честь радянського письменника, киянина Іллі Еренбурга.
Сучасна назва на честь української співачки народної артистки УРСР Лілії Лобанової — 2022 року.

## Зображення

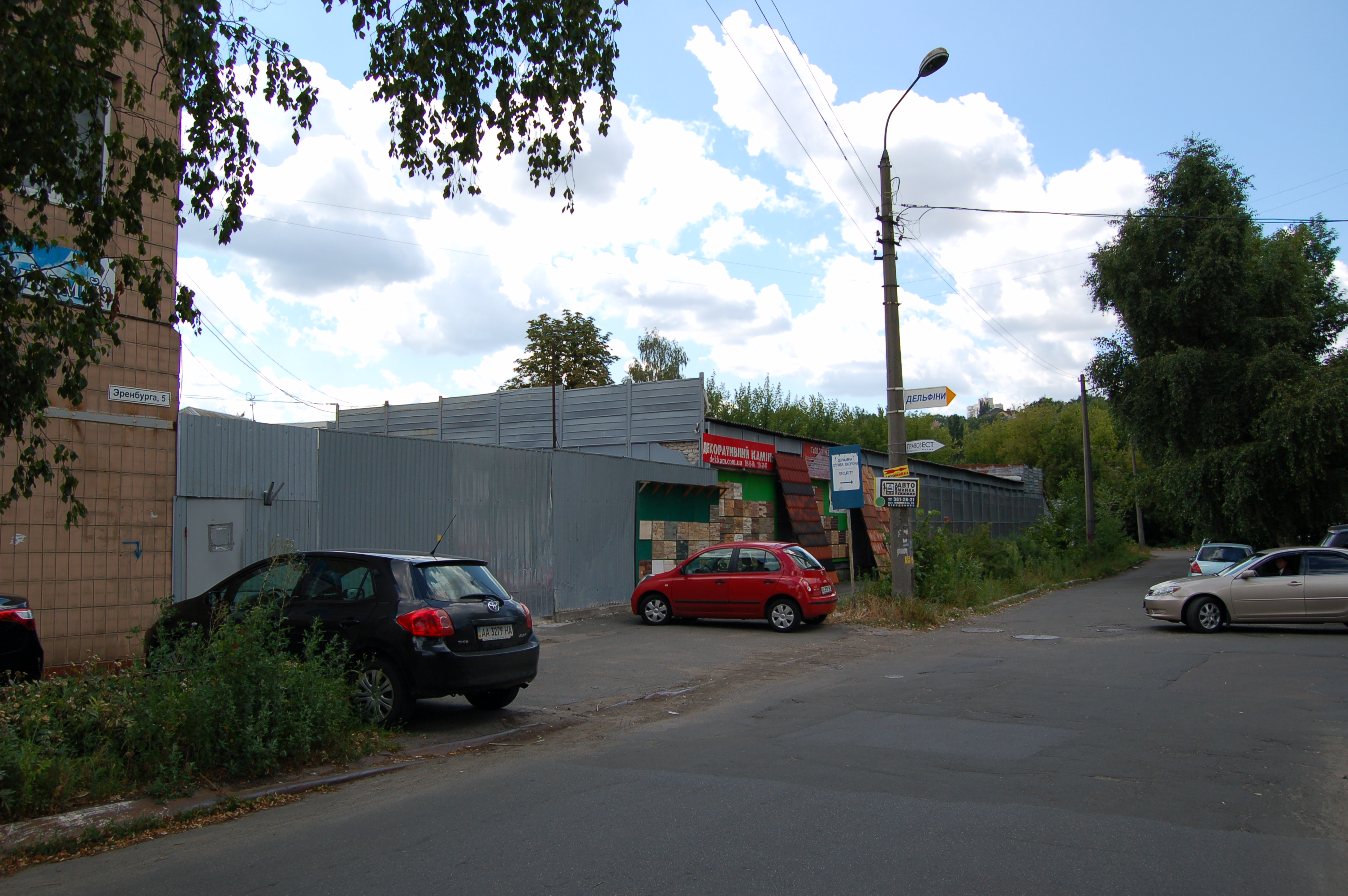